# Rhododendron sidereum
Espèce
Rhododendron sidereum est une espèce de plantes à fleurs de la famille des Ericaceae. 

## Répartition
Rhododendron sidereum se rencontre de l'Arunachal Pradesh en Inde jusqu'à la Chine (Ouest du Yunnan) et au Nord-Ouest de la Birmanie. En Inde cette espèce est présente aux environs de 3 000 m d'altitude,.

## Description
Rhododendron sidereum forme de petits arbres de 3-10 m de haut. Ses feuilles sont étroites.

## Systématique
Le nom correct complet (avec auteur) de ce taxon est Rhododendron sidereum Balf.f.,.

### Étymologie
Barfour donne l'étymologie suivante : l'épithète spécifique, « du latin sidereum, « excellent » fait référence aux qualités de cette plante ».

### Publication originale
- (en) Bayley Balfour, « New species of Rhododendron. IV. », Notes from the Royal Botanic Garden, Edinburgh, Édimbourg, Inconnu, vol. 12, nos 57-58,‎ 1920, p. 85-186 (ISSN 0080-4274, OCLC 1567466, lire en ligne).